# Черен нокът
Черният нокът или (Lonicera nigra) е висок до 2 m храст от семейство бъзови. Младите му клонки са голи, листата му са с яйцевидна форма и заострени на върха, а централната им жилка е овласена от долната си страна. Цветовете са тъмнорозови, а плодовете му са черни. Растението се среща из сенчести места и храсталаци в средния планински пояс.
- Цвят
- Клонки с цвят